# Вернон Максвелл
Вернон Максвелл (англ. Vernon Maxwell, нар. 12 вересня 1965, Гейнсвілл, Флорида, США) — американський професійний баскетболіст, що грав на позиціях розігруючого захисника і атакувального захисника за низку команд НБА. Дворазовий чемпіон НБА. Відзначався своїм трьохочковим кидком у вирішальні моменти матчу.

## Ігрова кар'єра
На університетському рівні грав за команду Флорида (1984–1988). З 2,450 набраними очками став найкращим бомбардиром в історії команди. 
1988 року був обраний у другому раунді драфту НБА під загальним 47-м номером командою «Денвер Наггетс». Проте професіональну кар'єру розпочав 1988 року виступами за «Сан-Антоніо Сперс», куди був обміняний відразу після драфту. Захищав кольори команди із Сан-Антоніо протягом наступних 2 сезонів.
З 1990 по 1995 рік грав у складі «Х'юстон Рокетс». За цей час двічі ставав чемпіоном НБА.
1995 року перейшов до «Філадельфія Севенті-Сіксерс», у складі якої провів наступний сезон своєї кар'єри.
Наступною командою в кар'єрі гравця була «Сан-Антоніо Сперс», за яку він відіграв один сезон.
1998 рік провів у складі двох команд: спочатку «Орландо Меджик», а потім «Шарлотт Горнетс».
Наступною командою в кар'єрі гравця була «Сакраменто Кінґс», за яку він відіграв лише частину сезону 1999 року.
З 1999 по 2000 рік грав у складі «Сіетл Суперсонікс».
Частину 2000 року виступав у складі «Філадельфія Севенті-Сіксерс».
Останньою ж командою в кар'єрі гравця стала «Даллас Маверікс», до складу якої він приєднався 2001 року і за яку відіграв лише частину сезону.